# Uuden Musiikin Kilpailu 2020
Der 9. Uuden Musiikin Kilpailu (Abk. UMK) fand am 7. März 2020 in den Mediapolis Television Studio in Tampere statt und war der finnische Vorentscheid für den Eurovision Song Contest 2020 in Rotterdam (Niederlande). Der Sänger Aksel Kankaanranta gewann mit seinem Lied Looking Back.

## Format

### Konzept
Nachdem Darude und Sebastian Rejman beim Eurovision Song Contest 2019 in Tel Aviv (Israel) bereits im Halbfinale ausgeschieden waren und dort auch nur den letzten Platz belegt hatten, zog die öffentlich-rechtliche Rundfunkanstalt Yleisradio (Yle) Veränderungen am Auswahlprozess in Erwägung. Nach einer Umfrage unter 1617 Zuschauern entschieden sich 53 % für eine Rückkehr zum ursprünglichen Konzept des Uuden Musiikin Kilpailu, einer Auswahl aus zehn Interpreten mit eigenen Liedern. Am 3. Juni 2019 gab Yleisradio bekannt, dass sie UMK 2020 zusammen mit dem Radiosender YleX produzieren würden. Unter der Leitung von Tapio Hakanen, dem Musikdirektor von YleX, fand eine Auswahl von bis zu zehn Interpreten und deren Liedern statt. In einem Interview im September 2019 bestätigte Hakanen, dass zwischen vier und zehn Teilnehmer an einem Finale teilnehmen sollten. Die endgültige Teilnehmeranzahl solle sich an der Qualität der Beiträge orientieren. Ebenfalls möchte Hakanen die Preview Shows (dt. Vorstellungsrunden), wieder einführen, die bis 2014 Teil der Vorentscheidung waren, damit dem finnischen Publikum die Interpreten sowie deren Lieder wieder näher bekannt seien.
Aufgrund der geringen Kapazität des Fernsehstudios in Tampere wurden keine Tickets für die Sendung verkauft. Es war aber ab Anfang 2020 möglich, sich für einen Platz im Publikum anzumelden. Die Abstimmung fand über Televoting, SMS-Voting und kostenlos über die Yle.fi-App statt. 120.000 Nutzer öffneten nach Angaben von Yle am Tag des Vorentscheides die App. Die Gesamtzahl der abgegebenen Stimmen betrug 114.664.

### Beitragswahl
Vom 1. bis 8. November 2019 hatten potenzielle Interpreten die Möglichkeit, einen Beitrag bei Yleisradio einzureichen. Mindestens ein Komponist oder ein Produzent mussten die finnische Staatsbürgerschaft besitzen. Nach Angaben von Yle wurden insgesamt 426 Beiträge eingereicht. Aus allen Einsendungen wählte eine zehnköpfige Jury um Tapio Hakanen sechs Beiträge und deren Interpreten aus. Zu den weiteren Jurymitgliedern zählten der UMK-Produzent Anssi Autio, der Regisseur Juha-Matti Valtonen, die Choreografien Reija Wäre, Samuli Väänänen (Spotify Finnland), Perttu Mäkelä (A&R-Manager bei Etenee Records), die Musikjournalistinnen Ida Karimaa und Katri Norrlin, Johan Lindroos (Yle Radio Suomi) sowie Amie Borgar (Yle X3M).

### Moderatoren
Am 16. Januar 2020 wurden die beiden Radiomoderatoren Ville „Viki“ Eerikkilä und Juuso „Köpi“ Kallio als Moderatoren des Green Rooms präsentiert. Einen Tag später stellte Yleisradio Krista Siegfrids und Mikko Silvennoinen als die Hauptmoderatoren des Vorentscheides vor. Krista Siegfrids moderierte damit ihre fünfte und Mikko Silvennoinen seine dritte Ausgabe.

## Teilnehmer
Die Teilnehmer standen bis zum 30. November 2019 fest und wurden am 21. Januar 2020 um 13:00 Uhr (EET) auf einer speziellen Pressekonferenz vorgestellt. Diese wurde live in der Mediathek Yle Areena übertragen und von Krista Siegfrids und Mikko Silvennoinen moderiert. Wie bereits in den vergangenen zwei Jahren wurden die Teilnehmer und ihre Lieder über mehrere Tage veröffentlicht. Am 24. Januar sowie zwischen dem 28. und 31. Januar 2020 wurden die sechs Interpreten und deren Lieder in einer sechsminütigen Sendung auf Yle TV1 vorgestellt.

## Finale
Das Finale soll am 7. März 2020 um 21:00 Uhr (EET) im Mediapolis Television Studio in Tampere stattfinden.
| Platz | Startnr. | Interpret          | Lied Musik (M) und Text (T) | Sprache  | Übersetzung (Inoffiziell)   | Punkte | Punkte                            | Punkte |
| Platz | Startnr. | Interpret          | Lied Musik (M) und Text (T) | Sprache  | Übersetzung (Inoffiziell)   | Jury   | Zuschauer (Televoting, SMS & App) | Gesamt |
| ----- | -------- | ------------------ | --- | -------- | --------------------------- | ------ | --------------------------------- | ------ |
| 1.    | 3        | Aksel Kankaanranta | Looking Back M/T: Joonas Angeria, Whitney Phillips, Connor McDonough, Riley McDonough, Toby McDonough                                                                     | Englisch | Zurückschauen               | 76     | 94                                | 170    |
| 2.    | 2        | Erika Vikman       | Cicciolina M: Janne Rintala, Mika Laakkonen; T: Janne Rintala, Erika Vikman, Saskia Vanhalakka                                                                            | Finnisch | Cicciolina                  | 58     | 99                                | 157    |
| 3.    | 6        | Tika               | I Let My Heart Break M/T: Neea Jokinen, Timo Oiva, Oliver@ i-One Music, Lotus Wang, Sami Tamminen, Kalle Mäkipelto                                                        | Englisch | Ich lasse mein Herz brechen | 50     | 77                                | 127    |
| 4.    | 4        | F3M                | Bananas M/T: Olli Äkräs, Hanna Ollikainen, Rafael Elivuo | Englisch | Bananen                     | 64     | 20                                | 084    |
| 5.    | 1        | Catharina Zühlke   | Eternity M: Marcia „Misha“ Sondeijker, Roel Rats, Josefine Myrberg, Henrik Tala; T: Catharina Zühlke, Marcia „Misha“ Sondeijker, Roel Rats, Henrik Tala, Josefine Myrberg | Englisch | Ewigkeit                    | 42     | 24                                | 066    |
| 6.    | 5        | Sansa              | Lover View M: Sansa, Yotto, Anton Sonin; T: Sansa | Englisch | Liebhaber-Ansicht           | 30     | 06                                | 036    |

### Detailliertes Juryvoting
| Interpret | Lied                 | UK | ET | DE | BG | ES | RU | SE | NL | Gesamt |
| --- | -------------------- | -- | -- | -- | -- | -- | -- | -- | -- | ------ |
| Catharina Zühlke | Eternity             | –  | 6  | 10 | –  | 10 | 6  | 6  | 4  | 42     |
| Erika Vikman | Cicciolina           | 12 | 4  | 8  | 4  | 12 | 4  | 4  | 10 | 58     |
| Aksel Kankaanranta | Looking Back         | 10 | 12 | 12 | 12 | 4  | 12 | 8  | 6  | 76     |
| F3M | Bananas              | 8  | 8  | 4  | 8  | 8  | 8  | 12 | 8  | 64     |
| Sansa | Lover View           | 4  | 10 | –  | 10 | 6  | –  | –  | –  | 30     |
| Tika | I Let My Heart Break | 6  | –  | 6  | 6  | –  | 10 | 10 | 12 | 50     |
| Jury-Punktesprecher |                      |    |    |    |    |    |    |    |    |        |
| - – Poli Genova - – Laura Põldvere - – Reinhard Ehret - – Erik Bolks - – Elize Ryd - – Lucía Pérez - – Tutta Larsen - – William Lee Adams |                      |    |    |    |    |    |    |    |    |        |

## Übertragung
| Sendung                      | Sendedatum              | Sender | Kandidaten |
| ---------------------------- | ----------------------- | ------ | ---------- |
| Uuden Musiikin Kilpailu 2020 | 7. März 2020, 21:00 Uhr | ,      | 6          |

## Quoten
Insgesamt verfolgten durchschnittlich 885.000 Zuschauer die Ausstrahlung auf Yle TV1. 1.538.000 schauten mindestens drei Minuten der Sendung.